# موریتس میلاتس
موریتس میلاتس (انگلیسی: Moritz Milatz؛ زادهٔ ۲۴ ژوئن ۱۹۸۲) دوچرخه‌سوار اهل آلمان است.
وی در مسابقات کشوری و بین‌المللی در مجموع برندهٔ ۱ مدال طلا، ۱ مدال نقره، ۱ مدال برنز شده‌است.